# Schwanzvene

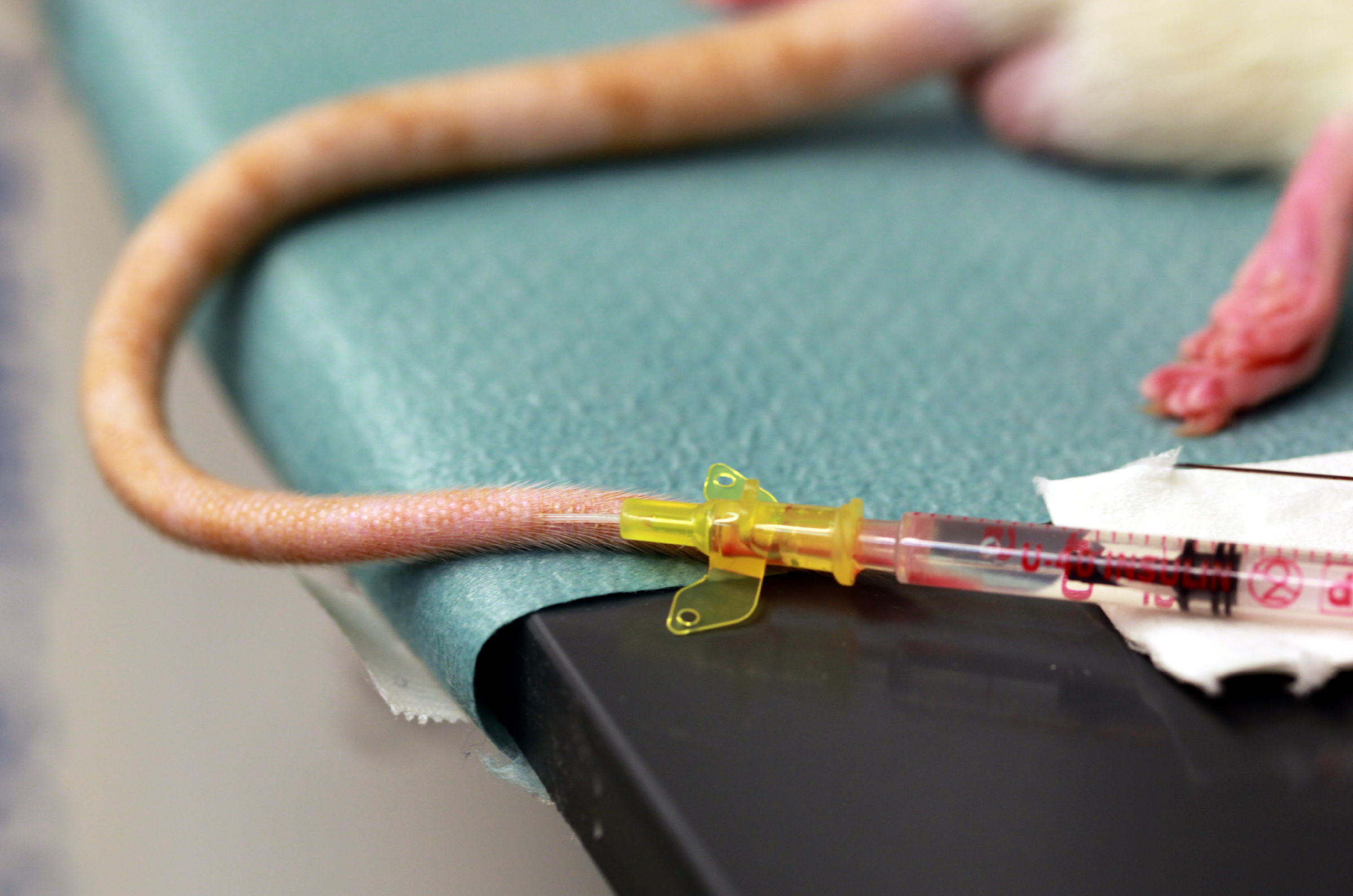
Injektion eines experimentellen Wirkstoffes in die Schwanzvene einer Farbratte mittels Venenverweilkanüle (Butterfly)

Die Schwanzvene, auch Kaudalvene oder Caudalvene (lat. Vena caudalis mediana; cauda = „Schwanz“) genannt, ist bei Wirbeltieren die größte Vene im Schwanz.
Über Schwanzäste (Rami caudales) wird das Blut aus den Muskeln des Schwanzes in die Schwanzvene zurückgeführt. Bei Säugetieren führt die Schwanzvene in die Vena cava caudalis („hintere Hohlvene“). Bei vielen Arten ist die Schwanzvene direkt mit der rechten Subkardinalvene verbunden.
Bei den Modellorganismen Farbmaus und Farbratte, beziehungsweise den entsprechenden Haustieren, ist die Schwanzvene ein häufig benutzter Zugang zur intravenösen Applizierung von Wirkstoffen oder zur Entnahme von Blut. Bei Mäusen lässt sich die Schwanzvene durch warmes Wasser oder Wärmestrahlung leicht erweitern, so dass sie sicherer mit der Kanüle getroffen werden kann. Bei Ratten ist die Schwanzvene vergleichsweise schwierig zu erkennen. Durch die Entfernung der oberflächlich verhornten Epithelzellen des Schwanzes, beispielsweise durch Einwirkung einer gesättigten Lösung von Natriumsulfid, lässt sich die Sichtbarkeit deutlich erhöhen.
Auch bei Wiederkäuern, Schildkröten, Echsen und Schlangen kann die Schwanzvene für diese Zwecke genutzt werden.

## Weiterführende Literatur
- K. Reifenberg: Applikationen und Probenentnahmen - Blutentnahmen bei Versuchstieren. (PDF; 6,3 MB) aus der Vorlesung Versuchstierkunde, Universität Mainz.
- G. Dirksen, W. Hermanns: Bandscheibenläsionen am Schwanz von Rindern infolge unsachgemäßer Fixation zur Blutentnahme aus der Vena caudalis mediana. In: Deutsche Tierarztliche Wochenschrift 114, 2007, S. 178–182. doi:10.2377/0341-6593-114-178